# Makoto Mitsuta
Makoto Mitsuta (満田 誠, Mitsuta Makoto), né le 20 juillet 1999 à Kumamoto au Japon, est un footballeur international japonais. Il joue au poste de milieu offensif au Gamba Osaka en prêt de Sanfrecce Hiroshima.

## Biographie

### En club
Né à Kumamoto au Japon, Makoto Mitsuta est formé au Sanfrecce Hiroshima. Il rejoint l'université Ryutsu Keizai avant de faire son retour à Hiroshima en 2022.
Mitsuta joue son premier match en professionnel le 23 février 2022, à l'occasion d'une rencontre de coupe de la Ligue japonaise face au Tokushima Vortis. Il entre en jeu et son équipe s'impose par trois buts à zéro. Il fait sa première apparition en J1 League, contre le Vissel Kobe, le 6 mars 2022. Il entre en jeu à la place de Yoshifumi Kashiwa et les deux équipes se neutralisent (1-1 score final).

### En sélection
En juillet 2022, Makoto Mitsuta est appelé pour la première fois avec l'équipe nationale du Japon. Il honore sa première sélection le 24 juillet 2022, contre la Chine. Il entre en jeu à la place de Ryo Miyaichi et les deux équipes se séparent sur un match nul de zéro à zéro.